# Drosophila fima
Drosophila fima este o specie de muște din genul Drosophila, familia Drosophilidae, descrisă de Burla în anul 1954. Conform Catalogue of Life specia Drosophila fima nu are subspecii cunoscute.